# Amal Mansour
Amal Murshid Abu Mansour (en árabe: أمل منصور‎) (nacida Salah; Shweika, Tulkarem, 1950-Dahiyat Al-Rasheed, Amán, 31 de octubre de 2018) fue un autora y traductora palestino-jordana del árabe al inglés que se centró en las temáticas de educación, matemáticas, ciencia ficción y ciencia.

## Trayectoria
Mansour nació en 1950, en Shweika, en el municipio palestino de Tulkarem. Hija de comerciante, Mansour estudió en la escuela primaria de Tulkarem antes de pasar a recibir clases en la escuela Al-Asma'i. Completó su educación en la escuela secundaria para niñas Al-Adawiya en Cisjordania. Se licenció en Lengua y Literatura Inglesas.
Mansour desarrolló por primera vez un interés por la literatura infantil cuando su maestra de escuela la llevó a la biblioteca municipal local a los nueve años, De 1967 a 1974, Mansour trabajó para el Kuwait Credit and Savings Bank antes de trasladarse a Jordania y residir en Amán. Allí se convirtió en secretaria de la biblioteca de la Executive Office for Occupied Land Affairs entre 1975 y 1977. Mansour se mudó a Bagdad para trabajar en la Casa de la Cultura Infantil de Irak entre 1977 y 1987. Colaboró en la edición de las revistas infantiles Al-Muzmar, My Magazine y Science and Technology.
Mansour fue la autora, editora y traductora de obras infantiles como Ahmed's Return, A Journey Between the Planets, Fire Birds, Khaled bin Walid, Tariq bin Ziyad, The Three Rays of the Suns, The Unknown Article y La guerra de los mundos. Publicó los libros Archeology Book, Colorful Stories, Daughter of the Earth, Fifty Facts About Robots, Folk Tales of Free Asian, Interplanetary Tour, Little Sewing, Me and My Daughter, My First Book on the Universe, Myths and Tales, The Basket, The Cart y The Road to San Giovanni. Mansour también tradujo del inglés publicaciones como Bint Arab: Arab and Arab American Women in the United States, Cage Adventure, Crimen y castigo, Measures of Success, My Science for Children, The Birth of Science, The Child in the Family, Nuestra Señora de París, La Odisea, El gen egoísta y The Three Puppet Makers. Las temáticas en las que se centró fueron educación, matemáticas, ciencia ficción y ciencia y las obras de las que es autora y traductora fueron publicadas por Kuwait's Anahid House y Dar Anahid House así como el Ministerio de Cultura de Jordania.

## Vida personal
Estuvo casada con el poeta y escritor palestino Khairy Mansour hasta su muerte en septiembre de 2018. Tuvieron dos hijos.

## Asesinato
En la mañana del 31 de octubre de 2018, en la casa de Mansour en el suburbio de Rasheed, en el oeste de Amán, la autora fue asesinada con ocho puñaladas por una criada nacida en Uganda a la que había empleado durante 13 años. La criada robó algunas de las posesiones de Mansour dentro de la casa y posteriormente intentó huir de Jordania, pero fue arrestada cuando los funcionarios de aduanas del Aeropuerto Internacional Reina Alia se enteraron por uno de sus hijos del asesinato de la autora. Se le prohibió salir de Jordania y se abrió una investigación sobre el asesinato de Mansour.